# Dimensão (espaço vetorial)
Em matemática, a dimensão de um espaço vetorial V é a cardinalidade (ou seja, o número de vetores) de uma base de V sobre o seu corpo de escalares. Às vezes ela é chamada de dimensão de Hamel (de Georg Hamel) ou de dimensão algébrica para distingui-la de outros tipos de dimensão.
Todo espaço vetorial tem uma base, e todas as bases de um espaço vetorial têm a mesma cardinalidade; consequentemente, a dimensão de um espaço vetorial é definida unicamente. Diz-se que V tem dimensão finita se a dimensão de V é finita se ele tem dimensão infinita se a sua dimensão é infinita.
A dimensão do espaço vetorial V sobre o corpo F pode ser denotada por dimF(V) ou por [V : F], que se lê "dimensão de V sobre F". Quando F pode ser deduzido a partir do contexto, geralmente se escreve apenas dim(V).

## Exemplos
O espaço vetorial R3 tem
{\displaystyle \left\{{\begin{pmatrix}1\\0\\0\end{pmatrix}},{\begin{pmatrix}0\\1\\0\end{pmatrix}},{\begin{pmatrix}0\\0\\1\end{pmatrix}}\right\}}
como uma base e, portanto, tem-se dimR(R3) = 3. Em geral, dimR(Rn) = n, e, de forma ainda mais geral, dimF(Fn) = n para qualquer corpo F.
Os números complexos C são tanto um espaço vetorial real quanto complexo; tem-se que dimR(C) = 2 e dimC(C) = 1. Assim, a dimensão depende do corpo de escalares.
O único espaço vetorial de dimensão 0 é {0}, o espaço vetorial que consiste apenas de seu vetor nulo.

## Fatos
Se W é um subespaço vetorial de V, então dim(W) ≤ dim(V).
Para mostrar que dois espaços vetoriais de dimensão finita são iguais, muitas vezes, se utiliza o seguinte critério: se V é um espaço vetorial de dimensão finita e W é um subespaço vetorial de V com dim(W) = dim(V), então W = V.
Rn tem {e1, ..., en} como base canônica, em que ei é a i-ésima coluna da matriz identidade correspondente. Portanto, Rn tem dimensão n.
Quaisquer dois espaços vetoriais sobre F que tenham a mesma dimensão são isomorfos. Qualquer correspondência bijetiva entre suas bases pode ser estendida unicamente para uma transformação linear entre os espaços vetoriais. Se B é um conjunto, um espaço vetorial de dimensão |B| sobre F pode ser construído da seguinte forma: considera-se o conjunto F(B) de todas as funções f : B → F tais que f(b) = 0 para todos, exceto uma quantidade finita de b em B. Estas funções podem ser somadas e multiplicadas por elementos de F, obtendo-se o F-espaço vetorial desejado.
Um resultado importante sobre dimensões é dado pelo teorema do núcleo e da imagem para transformações lineares.
Se F/K é uma extensão de corpos, então F é em particular um espaço vetorial sobre K. Além disso, todo F-espaço vetorial V também é um K-espaço vetorial. As dimensões destes espaços estão relacionadas pela fórmula
dimK(V) = dimK(F) dimF(V).
Em particular, todo espaço vetorial complexo de dimensão n é um espaço vetorial real de dimensão 2n.
Algumas fórmulas simples relacionam a dimensão de um espaço vetorial com a cardinalidade do corpo de escalares e a cardinalidade do espaço propriamente dito. Se V é um espaço vetorial sobre um corpo F, então, denotando a dimensão de V por dim V, tem-se:
Se dim V é finita, então |V| = |F|dim V.
Se dim V é infinita, então |V| = max(|F|, dim V).

## Generalizações
Pode-se pensar em um espaço vetorial como sendo um caso particular de um matroid, e neste caso há uma noção de dimensão bem definida. Tanto o comprimento de um módulo quanto o posto de um grupo abeliano têm várias propriedades semelhantes à dimensão dos espaços vetoriais.
A dimensão de Krull de um anel comutativo, assim chamada em referência a Wolfgang Krull (1899–1971), é definida como o número máximo de inclusões estritas em uma cadeia ascendente de ideais primos no anel.

### Traço
A dimensão de um espaço vetorial pode ser caracterizada alternativamente como o traço do operador identidade. Por exemplo, {\displaystyle \operatorname {tr} \ \operatorname {id} _{\mathbf {R} ^{2}}=\operatorname {tr} \left({\begin{smallmatrix}1&0\\0&1\end{smallmatrix}}\right)=1+1=2.} Esta parece ser uma definição circular, mas permite generalizações úteis.
Em primeiro lugar, ela permite definir uma noção de dimensão quando se tem um traço, mas não há um significado natural para uma "base". Por exemplo, pode-se ter uma álgebra A com aplicações {\displaystyle \eta \colon K\to A} (a inclusão de escalares, chamada de unidade) e uma aplicação {\displaystyle \epsilon \colon A\to K} (correspondente ao traço, chamada de counidade). A composição {\displaystyle \epsilon \circ \eta \colon K\to K} é um escalar (sendo um operador linear sobre um espaço unidimensional), corresponde ao "traço da identidade", e dá uma noção de dimensão para uma álgebra abstrata. Na prática, em biálgebras exige-se que esta aplicação seja a identidade, que pode ser obtida normalizando-se a counidade dividindo-a pela dimensão ({\displaystyle \epsilon :=\textstyle {\frac {1}{n}}\operatorname {tr} }), assim, nestes casos, a constante de normalização corresponde à dimensão.
Alternativamente, pode ser possível calcular o traço de operadores em um espaço vetorial de dimensão infinita; neste caso, um traço (finito) é definido, mesmo que não exista uma dimensão (finita), e dá uma noção de "dimensão do operador". Estes caem sob a rubrica de "operadores de classe tracial em um espaço de Hilbert, ou, mais geralmente, operadores nucleares, em um espaço de Banach.
Uma generalização mais sutil é considerar o traço de uma família de operadores como uma espécie de dimensão "torcida". Isso ocorre significativamente em teoria de representação, onde o caráter de uma representação é o traço da representação, portanto, uma função a valores escalares definida em um grupo {\displaystyle \chi \colon G\to K,} cujo valor na identidade {\displaystyle 1\in G} é a dimensão da representação, já que uma representação leva a identidade do grupo na matriz identidade: {\displaystyle \chi (1_{G})=\operatorname {tr} \ I_{V}=\dim V.} Pode-se visualizar os demais valores {\displaystyle \chi (g)} do caráter, como dimensões "torcidas", e encontrar generalizações análogas de afirmações sobre dimensões para afirmações sobre carácteres ou representações. Um exemplo sofisticado disso ocorre na teoria de monstruos moonshine: o j-invariante é a dimensão graduada de uma representação de dimensão infinita do grupo monstro, e a substituição da dimensão pelo caráter fornece a série de McKay–Thompson de cada elemento do grupo Monstro.